# Avtovac
Avtovac (cyr. Автовац) – wieś w Bośni i Hercegowinie, w Republice Serbskiej, w gminie Gacko. W 2013 roku liczyła 261 mieszkańców.